# Jacques Ibert
Jacques François Antoine Ibert (15 de agosto de 1890 - 5 de febrero de 1962) fue un compositor francés de música académica. 

## Vida e importancia
Jacques Ibert nació en París dentro del seno de una familia adinerada. Su padre, Antoine Ibert, un hombre de negocios y comerciante, fue un violinista aficionado, mientras que su madre, Marguerite Lartigue Ibert, era una consumada pianista que había tomado clases con Marmontel y Le Couppey, ambos maestros en el conservatorio de París. 
En su infancia, Jacques estaba rodeado por músicos, pintores y poetas que generarían un profundo impacto en su carrera. Ibert empezó su entrenamiento musical a una edad muy temprana, estudió violín cuando tenía cuatro años de edad y posteriormente piano.
Estudió con Paul Vidal, Emile Pessard y André Gédalge en el Conservatorio de París. Fue en la clase de Gédalge donde Jacques conoció a Arthur Honegger y a Darius Milhaud, con los que mantuvo una amistad que se conservó a largo de sus vidas. 
Para ganarse la vida, mientras estudiaba en el conservatorio, Ibert se dedicaba a dar clases, acompañaba a cantantes, y tocaba en el cine mudo. También tenía un enorme éxito componiendo canciones populares y música para bailar, las cuales firmaba bajo el seudónimo de William Berty, nombre derivado del reordenamiento de su apellido (sustituyendo la I por Y).
Los estudios de Ibert fueron interrumpidos en 1914 por el estallido de la Primera Guerra Mundial. Se enlistó como asistente médico de la cruz roja y después se unió a la marina donde cumplió su servicio hasta el final de la guerra. Por su servicio, fue condecorado con la Croix de Guerre, el más alto honor de guerra de acuerdo con el gobierno francés. 
Al término de la guerra se encontraba comprometido con Marie-Rose Veber, escultora e hija del artista Jean Veber. Marie-Rose impulsó a Ibert a retomar su carrera como compositor, lo que lo llevó a participar en el Prix de Rome y obtener el primer lugar, en 1919, con su cantata Le Poète et la Fée, lo cual fue un logro notable después de los cuatro años de interrupción forzada de sus actividades musicales. Haber ganado el Prix de Rome le brindó la libertad y el soporte económico durante tres años y medio para dedicarse a una estricta vida compositiva en la Villa Médicis en Roma.
A partir de 1937 fue director de la Academia Francesa en Roma, y entre 1955 y 1957 dirigió la Opéra-Comique de París. Murió en París.
La música de Ibert se considera típicamente muy "ligera" de carácter, a menudo ingeniosa, orquestada coloridamente con melodías atractivas. Aunque no era un miembro de Les Six, su música comparte algunas características con las de los miembros del grupo. Su obra más conocida posiblemente sea su Divertissement para orquesta (1930), basado en su música incidental para la obra de Eugène Labiche, Un chapeau de paille d'Italie (Un sombrero de paja de Italia). En el curso de la obra el autor cita cómicamente muchas obras, incluyendo la Marcha nupcial de Felix Mendelssohn. Otras obras importantes son Escales (1924) para orquesta, el poema sinfónico La Ballade de la geôle de Reading (basada en el poema de Oscar Wilde), su Concierto para flauta y el Concertino da Camera (1935) para saxofón y Le petit âne blanc para piano solo. Compuso varias óperas, tales como L'Aiglon, y la opereta Les Petites Cardinal, en parte hecha por Arthur Honegger. Entre su música para películas, destaca la de Macbeth (1948), adaptación dirigida por Orson Welles de la tragedia homónima de Shakespeare.

## Óperas
- Persée et Andromède, 1929
- Angélique, 1927
- Le Roi d'Yvetot, 1930
- Gonzague, 1931
- L'Aiglon (Actos 1 y 5, el resto por Arthur Honegger), 1937
- Les Petites Cardinal (opereta, con Arthur Honegger), 1938
- Barbe-bleue, 1943

## Obras orquestales[3]
- La ballade de la geôle de Reading, 1921
- Persée et Andromède, 1921
- Escales, 1922
- Féerique, 1924
- Les rencontres, 1924
- Cello Concerto, 1925
- Divertissement, 1929-1930
- Aria, 1930
- Suite symphonique: Paris, 1930
- Symphonie marine, 1931
- Flute concerto, 1932-1933
- Diane de Poitiers, 2 suites symphoniques, 1934
- Le chevalier errant, suite symphonique, 1935
- concertino da camera pour saxophone alto et onze instruments, 1935
- Golgotha, suite symphonique, 1935
- Capriccio, 1938
- Ouverture de fête, 1940
- Suite élisabéthaine, 1942
- Les amours de Jupiter, suite symphonique, 1945
- Macbeth, suite symphonique, 1948
- Symphonie concertante, 1948-1949
- La licorne, suite symphonique, 1950
- Louisville concerto, 1953
- Bostoniana, 1955
- Bacchanale, 1956
- Hommage à Mozart, 1956
- Tropismes pour des amours imaginaires, 1957

## Música para películas
- Invitation to the Dance, (1956)
- Marianne de ma jeneusse, (1954)
- Macbeth, (1948)
- Panique, (1946)
- Feu Mathias Pascal, (1937)
- Golgotha, (1935)
- Maternite, (1934)
- Les Cinq Gentlemen Maudits, (1933)
- Don Quichotte, (1933) (Canciones: 1. Chanson du départ de Don Quichotte 2. Chanson à Dulcinée 3. Chanson du Duc 4. Chanson de la mort de Don Quichotte)
- Un Chapeau de Paille d'Italie, (1927)

| Precedido por             | Jacques Ibert                                        | Sucedido por |
| ------------------------- | ---------------------------------------------------- | ------------ |
| Paul-Maximilien Landowski | Director de la Academia de Francia en Roma 1937-1960 | Balthus      |